# Kevin Trenberth

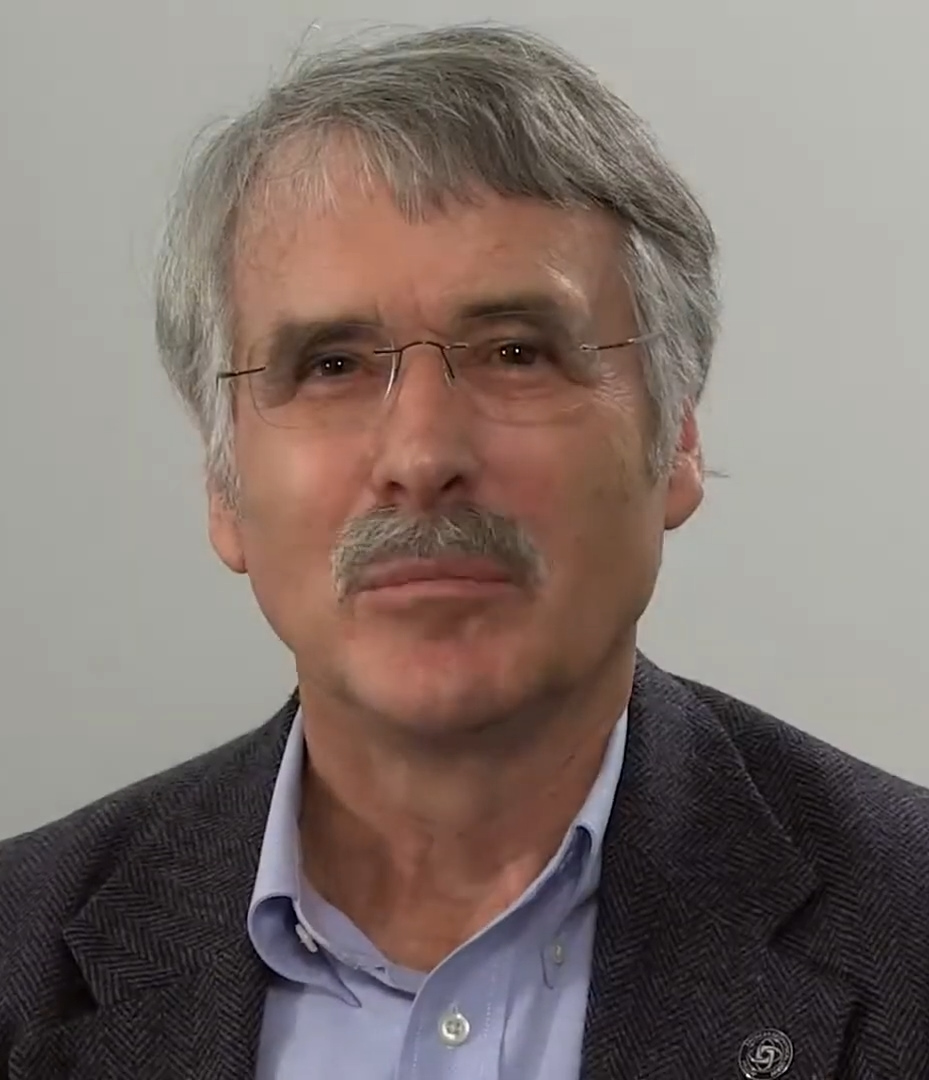
Kevin Trenberth (2015)

Kevin Edward Trenberth  (* 8. November 1944 in Christchurch) ist Meteorologe und Atmosphärenwissenschaftler. Gegenwärtig ist er „Distinguished Senior Scientist“ in der Abteilung für Klimaanalyse am National Center for Atmospheric Research in Boulder (Colorado). Trenberth ist Autor von über 500 wissenschaftlichen Publikationen und gehört zu den 20 am häufigsten im Bereich der Geophysik zitierten Autoren.

## Beruflicher Werdegang
Trenberth machte seinen Sc. D. im Jahr 1972 am Massachusetts Institute of Technology.

## Wirken
Er war einer der Hauptautoren des zweiten Sachstandsbericht des Jahres 1995 und des dritten Sachstandsbericht des Intergovernmental Panel on Climate Change aus dem Jahr 2001. Von 1999 bis 2006 arbeitete er für das „Joint Scientific Committee of the World Climate Research Programme (WCRP)“. Von 2004 bis 2010 saß er dem „WCRP Observation and Assimilation Panel“ vor und leitet nun die „Global Energy and Water Cycle Experiment (GEWEX) scientific steering group“. Daneben arbeitete er bei vielen nationalen Komitees mit. Trenberth ist Mitglied der American Meteorological Society (AMS), der American Association for the Advancement of Science und der American Geophysical Union. Er forscht zum Thema Klimavariabilität und Klimawandel, zum Wasserkreislauf und über dessen Veränderungen und arbeitet an der Entwicklung von Klimamodellen mit.

## Auszeichnungen
Kevin Trenberth ist Ehrenmitglied der Royal Society of New Zealand. Im Jahr 2000 erhielt er von der AMS den „Jule G. Charney Award“. Im Jahr 2003 überreichte man ihm den „NCAR Distinguished Achievement Award“ und im Jahr 2013 den „Prince Sultan Bin Abdulaziz International Prize for Water“. Von der American Geophysical Union wurde er im selben Jahr mit dem Climate Communication Prize und im Jahr 2017 mit der Roger Revelle Medal geehrt.

## Werke
Trenberth ist Autor des erstmals im Jahr 1992 aufgelegten Buches „Climate System Modelling“ (ISBN 978-0-521-12837-7, 788 Seiten) und hat an 60 Büchern bzw. Buchkapiteln mitgewirkt. Von seinen insgesamt 520 wissenschaftlichen Artikeln wurden 235 Publikationen in anerkannten wissenschaftlichen Fachzeitschriften platziert.